# Henri Deverin
Joseph Henri Deverin, né à Paris 1er le 6 février 1846 et mort à Paris 5e le 1er avril 1922, est un architecte français. Il fut architecte en chef des Monuments historiques.

## Biographie
Diplômé de l'École des Beaux-Arts de Paris en 1871, Joseph Henri Deverin fut attaché à la Commission des Monuments Historiques en 1877, et est nommé sur titre Architecte en Chef des Monuments Historiques (1897-1917). À ce titre, il est chargé des départements de la Vienne (à l'exception de Poitiers), des Deux-Sèvres - où entre autres travaux il refit partiellement le portail Nord de l'église Notre-Dame de Niort - et de la Vendée (1897), puis de la Loire-inférieure (en remplacement de Paul Gout en 1898), de la Cathédrale de Luçon (en remplacement de Georges-Eugène Balleyguier en 1913).
Il est le père de l'écrivain Édouard Deverin (1881-1946) et du peintre Roger Deverin (1884-1973).

## Projets à Paris
Il est connu pour avoir proposé un projet de reconstruction du Palais-Royal à Paris.
En effet, en 1900, un incendie dévora de fond en comble la salle Richelieu de la Comédie-Française : le Palais-Royal fut alors détruit et restauré pour la vingtième fois. Il y eut dans la foulée différents projets pour dégager, agrandir et mettre en valeur le site.
Henri Deverin proposa d'ouvrir celui-ci à la circulation, ce qui était courant à l'époque.
De plus, il voulait modifier les bâtiments en construisant aux articulations et dans les axes de pavillons reprenant le style de la place du Carrousel. Ce projet aurait rapproché l'architecture du Palais-Royal de celle du Louvre de Lefuel. Ce projet ne fut finalement pas réalisé. 
De même, Henri Deverin proposa la réalisation derrière le chevet de Notre-Dame-de-Paris d'une statue représentant la ville de Paris,. Ce projet ne fut pas retenu non plus.

## Projets en province
À Nantes, Deverin proposa en 1902, de construire un nouvel hôtel de ville de style néogothique dans la partie nord-ouest du Château des ducs de Bretagne qui avait été détruite lors de l'explosion d'une poudrière cent ans auparavant. Là aussi le projet ne fut pas retenu.

## Galerie

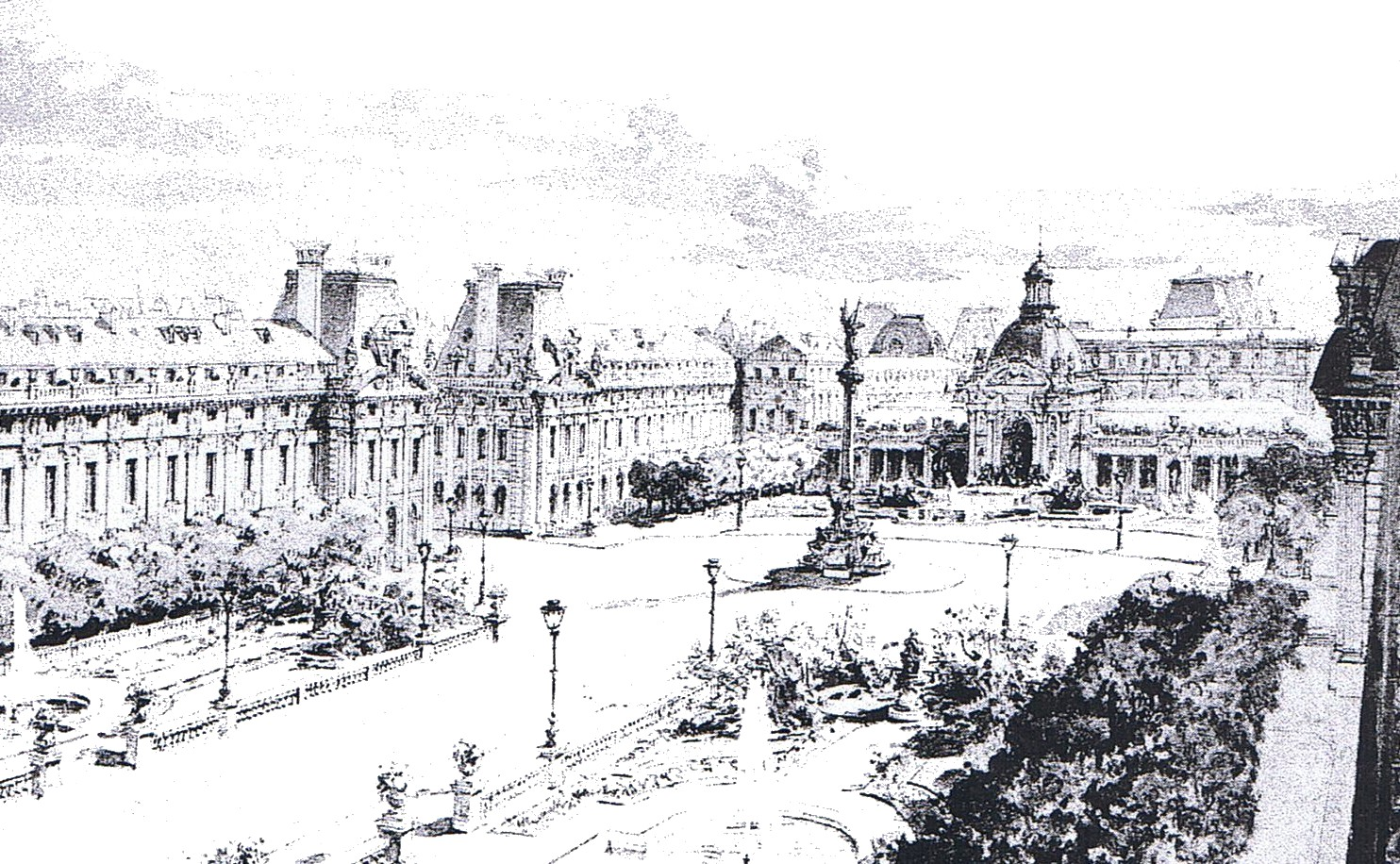
Projet de reconstruction du Palais-Royal par Henri Deverin.
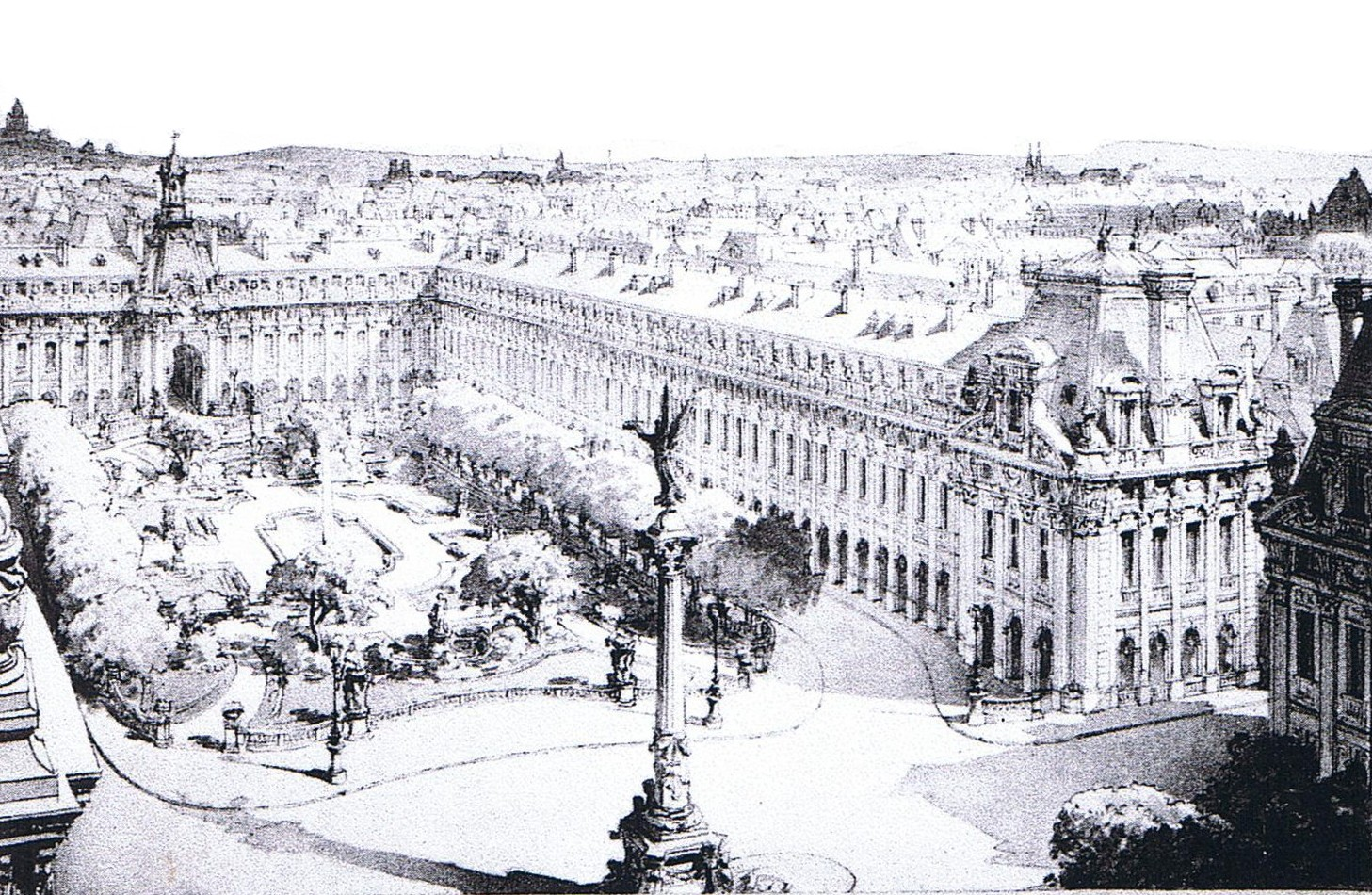
Autre projet de reconstruction du Palais-Royal par Henri Deverin.
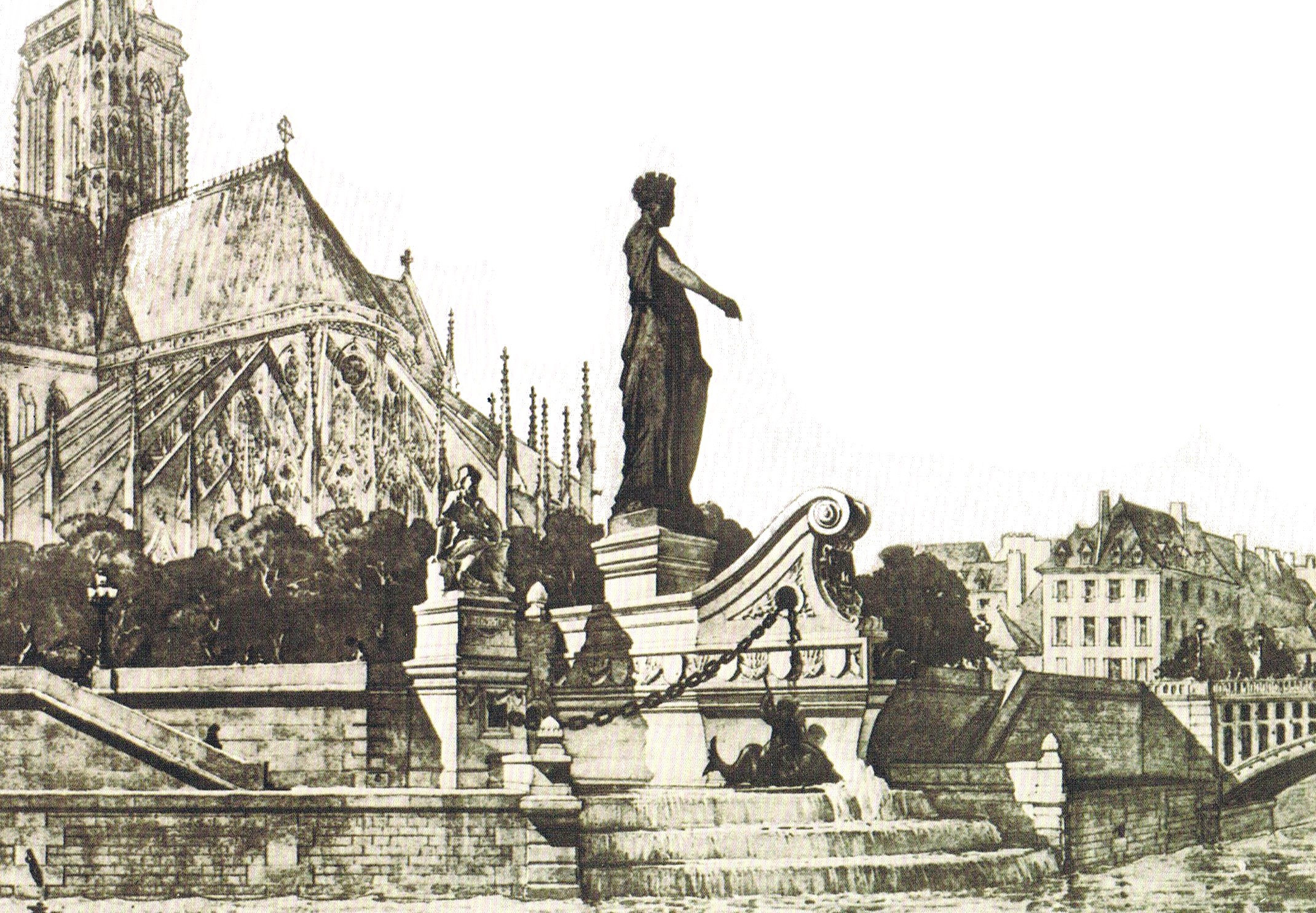
Projet de monument représentant la ville de Paris derrière Notre-Dame-de-Paris.
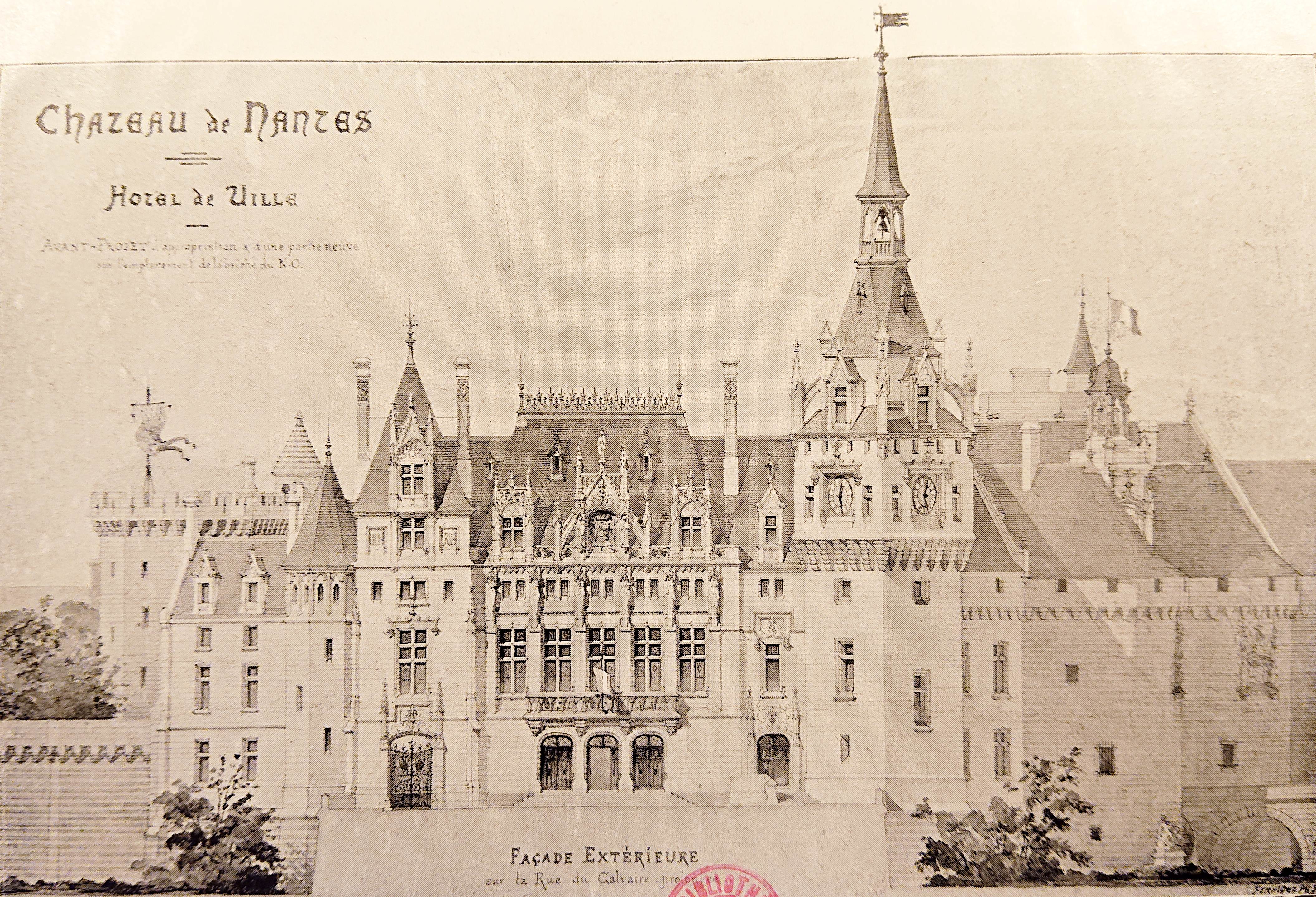
Projet d'Henri Deverin de construction d'un hôtel de ville à Nantes à l'emplacement de l'aile détruite du château. Vue depuis les douves.

## Œuvres
- Hôtel du 68 rue Ampère à Paris